# Grandmaster Flash and the Furious Five
Grandmaster Flash and the Furious Five var en af de tidligste hiphopgrupper. Gruppen blev dannet af Grandmaster Flash i slutningen af 1970'erne.
Gruppen opstod som Grandmaster Flash & the 3 MCs og bestod ud over Flash af Cowboy (Keith Wiggins), Melle Mel (Melvin Glover) og Kid Creole (Nathaniel Glover). Betegnelsen "MC" (Master of Ceremonies) er første gang brugt om en rapper i denne sammenhæng af Melle Mel. Senere sluttede også Rahiem (Guy Todd Williams) og Scorpio (Eddie Morris) sig til gruppen, der nu tog navnet Grandmaster Flash and the Furious Five.
Gruppen fik succes med sine rapnumre og blev pionerer på området med blandt andet freestyle battles og en række udtryk, der siden blev forbundet med kulturen. Cowboy begyndte til en koncert at bruge udtrykket "hip-hop", der snart lagde grunden til sin egen kultur.
I 1979 fik gruppen en pladekontrakt og udgav den klassiske single Superrappin'. Den blev fulgt op af flere andre udgivelser som Freedom og The Classic Adventures of Grandmaster Flash on the Wheels of Steel. Sidstnævnte blev den første pladeudgivelse, der indeholdt scratch (her blandt andet fra Queen og Blondie). Også The Message blev et hit, inden gruppen blev delt i to mindre grupper omkring 1983.